# 安全保障技術研究推進制度
安全保障技術研究推進制度（あんぜんほしょうぎじゅつけんきゅうすいしんせいど）は、2015年から募集されている、防衛装備庁による競争的研究費制度で、防衛省ファンディングとも通称される。「防衛分野での将来における研究開発に資することを期待し、先進的な基礎研究を発掘・育成する制度」であり、年間概ね100億円規模の予算規模となっている。
この制度の発足後、2017年4月には日本学術会議が「軍事的安全保障研究に関する声明」を発表して、この制度に対する懸念を表明したこともあり、当初は大学等の高等教育研究機関からの応募は限定的であった。しかし、2022年7月に日本学術会議が「軍民「両用」技術の研究を容認」して以降は、大学等からの応募が拡大している。
2025年の応募件数は、過去最高の240件となり、うち大学（高等専門学校、大学関連機関を含む）が123件、民間企業・公益社団法人が134件、独立行政法人等の公的研究機関が83件であった。大学等からの応募件数は、制度発足当初は10件程度にとどまっていたが、2023年の23件、2024年の44件と、飛躍的な拡大が続いており、報道では「科学技術のデュアルユース（軍民両用）への理解が深まってきたことなどが増加の背景にある」とも分析されている。
当初は、一貫して、防衛装備庁からの委託研究の形式がとられていたが、2025年度の募集からは、予算の一部（10億円程度）が研究者の自発的研究への補助事業とされることになった。